# Volleyball Champions League
Die Volleyball Champions League (offizielle Bezeichnung: Indesit European Champions League) ist der höchste Europapokalwettbewerb für Volleyballvereinsmannschaften. Die Bezeichnung Champions League gibt es seit der Saison 1995/96, im Zeitraum von 1959 bei den Männern bzw. 1960 bei den Frauen bis 1995 wurde die Veranstaltung als  Europapokal der Landesmeister ausgetragen. Die bisher erfolgreichste Männermannschaft ist der VK ZSKA Moskau mit insgesamt 13 Siegen. Der Wettbewerb für die Frauen wurde 1960 eingeführt. Hier führt der VK Dynamo Moskau mit elf Titeln.

## Modus
Teilnahmeberechtigt sind die Meister und die in der nationalen Liga dahinter platzierten Mannschaften. Die genaue Anzahl der Startplätze in den einzelnen Wettbewerben ergibt sich aus einer Rangliste der CEV.
Die deutschen Männer belegen derzeit den siebten Rang, weshalb Meister und Vizemeister der vergangenen Bundesliga-Saison in der Champions League spielen dürfen. Die Frauen belegen Platz neun. Deshalb spielt nur der Meister der letzten Bundesliga-Saison in der Champions League.
Die 28 Teilnehmer im Männerwettbewerb werden in sieben Gruppen mit je vier Teams gelost. Dort spielen sie jeder gegen jeden mit jeweils drei Heim- und Auswärtsspielen. Die Erstplatzierten jeder Gruppe sowie die fünf besten Zweitplatzierten erreichen die erste Play-off-Runde. Da der von der CEV bestimmte Ausrichter des Final Four direkt für die Endrunde qualifiziert ist, rückt stattdessen der nächstbeste Gruppenzweite nach. Die verbleibenden Zweitplatzierten sowie die drei besten Gruppendritten spielen in der „Challenge Round“ des CEV-Pokals weiter, die anderen Teams scheiden aus.
Im Frauenwettbewerb werden die 24 Teilnehmer auf sechs Gruppen mit je vier Teams gelost. Dort spielen sie jeder gegen jeden mit jeweils drei Heim- und Auswärtsspielen. Die beiden besten Mannschaften jeder Gruppe qualifizieren sich für die erste Play-off-Runde. Falls der Ausrichter des Final Four dazugehört, rückt der nächstbeste Gruppendritte nach. Die verbleibenden vier besten Gruppendritten spielen in der „Challenge Round“ des CEV-Pokals weiter, die anderen Teams scheiden aus.
Die Spiele der ersten Play-off-Runde mit zwölf Mannschaften werden ausgelost. Die Teams treffen im K.-o.-System mit Hin- und Rückspielen aufeinander. Wenn es in den beiden Begegnungen unterschiedliche Sieger gibt, entscheidet unter Umständen ein Golden Set. Die Sieger ermitteln in der nächsten Play-off-Runde die drei Mannschaften, die sich neben dem gesetzten Gastgeber für das Final Four qualifizieren. Das Turnier der besten vier Mannschaften wird innerhalb eines Wochenendes an einem zentralen Ort ausgetragen. An einem Tag finden die Halbfinalspiele statt, am anderen Tag das Spiel um den dritten Platz und das Finale.

## Männer
| Saison  | Final Four       | Sieger                    | Platz 2                    | Platz 3                            |
| ------- | ---------------- | ------------------------- | -------------------------- | ---------------------------------- |
| 1959/60 |                  | ZSKA Moskau               | Rapid Bukarest             |                                    |
| 1960/61 |                  | Rapid Bukarest            | ZSKA Moskau                | Dukla Kolín                        |
| 1961/62 |                  | ZSKA Moskau               | Rapid Bukarest             |                                    |
| 1962/63 |                  | Rapid Bukarest            | ZSKA Moskau                |                                    |
| 1963/64 |                  | SC Leipzig                | HAOK Mladost Zagreb        | Dukla Kolín                        |
| 1964/65 |                  | Rapid Bukarest            | Minjor Pernik              |                                    |
| 1965/66 |                  | Dinamo Bukarest           | Rapid Bukarest             |                                    |
| 1966/67 |                  | Dinamo Bukarest           | Rapid Bukarest             |                                    |
| 1967/68 |                  | Spartak Brünn             | Dinamo Bukarest            |                                    |
| 1968/69 |                  | ZSKA Sofia                | Steaua Bukarest            |                                    |
| 1969/70 |                  | Burevestnik Alma-Ata      | Zetor Zbrojovka Brünn      |                                    |
| 1970/71 |                  | Burevestnik Alma-Ata      | Zetor Zbrojovka Brünn      |                                    |
| 1971/72 | Brüssel          | Zetor Zbrojovka Brünn     | Florenz                    | AMVJ Amstelveen                    |
| 1972/73 | Deurne           | ZSKA Moskau               | Resovia Rzeszów            | Rudá Hvězda Prag                   |
| 1973/74 | Paris            | ZSKA Moskau               | Dinamo Bukarest            | SC Leipzig                         |
| 1974/75 | Amstelveen       | ZSKA Moskau               | SC Leipzig                 | Slawia Sofia                       |
| 1975/76 | Brüssel          | VK Dukla Liberec          | Slawia Sofia               | FK Spartak Subotica                |
| 1976/77 | Pieksämäki       | ZSKA Moskau               | Dinamo Bukarest            | ZSKA Sofia                         |
| 1977/78 | Basel            | Płomień Milowice          | Voorburg                   | Aero Odolena Voda                  |
| 1978/79 | Brüssel          | Cervena Hvezda Bratislava | Steaua Bukarest            | Płomień Milowice                   |
| 1979/80 | Ankara           | Klippan Turin             | Cervena Hvezda Bratislava  | Eczacibasi Zentiva                 |
| 1980/81 | Palma            | Dinamo Bukarest           | ZSKA Moskau                | Gwardia Breslau                    |
| 1981/82 | Paris            | ZSKA Moskau               | Klippan Turin              | Dinamo Bukarest                    |
| 1982/83 | Parma            | ZSKA Moskau               | AS Cannes                  | Santal Parma                       |
| 1983/84 | Basel            | Santal Parma              | HAOK Mladost Zagreb        | VK Dukla Liberec                   |
| 1984/85 | Brüssel          | Santal Parma              | HAOK Mladost Zagreb        | ZSKA Sofia                         |
| 1985/86 | Parma            | ZSKA Moskau               | Santal Parma               | Martinus Amstelveen                |
| 1986/87 | ’s-Hertogenbosch | ZSKA Moskau               | Panini Modena              | Martinus Amstelveen                |
| 1987/88 | Lorient          | ZSKA Moskau               | Panini Modena              | Martinus Amstelveen                |
| 1988/89 | Athen            | ZSKA Moskau               | Panini Modena              | OK Vojvodina Novi Sad Hamburger SV |
| 1989/90 | Amstelveen       | Philips Modena            | AS Fréjus                  | Son Amar Palma de Mallorca         |
| 1990/91 | Modena           | ZSKA Moskau               | Maxicono Parma             | Panini Modena                      |
| 1991/92 | Athen            | Il Messaggero Ravenna     | Olympiakos Piräus          | ZSKA Moskau                        |
| 1992/93 | Athen            | Edilcuoghi Ravenna        | Maxicono Parma             | Olympiakos Piräus                  |
| 1993/94 | Brüssel          | Edilcuoghi Ravenna        | Maxicono Parma             | VC Zellik                          |
| 1994/95 | Wien             | Sisley Treviso            | Edilcuoghi Ravenna         | Olympiakos Piräus                  |
| 1995/96 | Bologna          | Las Daytona Modena        | ASV Dachau                 | Sisley Treviso                     |
| 1996/97 | Wien             | Las Valtur Modena         | Noliko Maaseik             | HAOK Mladost Zagreb                |
| 1997/98 | Novi Sad         | Casa Unibon Modena        | Unicaja Almería            | Paris UC                           |
| 1998/99 | Almería          | Sisley Treviso            | Noliko Maaseik             | VfB Friedrichshafen                |
| 1999/00 | Treviso          | Sisley Treviso            | VfB Friedrichshafen        | Noliko Maaseik                     |
| 2000/01 | Paris            | Paris Volley              | Sisley Treviso             | Piaggio Roma                       |
| 2001/02 | Opole            | Lube Macerata             | Olympiakos Piräus          | Iraklis Thessaloniki               |
| 2002/03 | Mailand          | Lokomotive Belgorod       | Kerakoll Modena            | Mostostal Azoty Kędzierzyn         |
| 2003/04 | Belgorod         | Lokomotive Belgorod       | VK Iskra Odinzowo          | Tours VB                           |
| 2004/05 | Thessaloniki     | Tours VB                  | Iraklis Thessaloniki       | Lokomotive Belgorod                |
| 2005/06 | Rom              | Sisley Treviso            | Iraklis Thessaloniki       | VK Dynamo Moskau                   |
| 2006/07 | Moskau           | VfB Friedrichshafen       | Tours Volley-Ball          | VK Dynamo Moskau                   |
| 2007/08 | Łódź             | Dinamo Tattransgas Kasan  | Copra Piacenza             | Skra Bełchatów                     |
| 2008/09 | Prag             | Itas Diatec Trentino      | Iraklis Thessaloniki       | VK Iskra Odinzowo                  |
| 2009/10 | Łódź             | Itas Diatec Trentino      | VK Dynamo Moskau           | Skra Bełchatów                     |
| 2010/11 | Bozen            | Itas Diatec Trentino      | VK Zenit-Kasan             | VK Dynamo Moskau                   |
| 2011/12 | Łódź             | VK Zenit-Kasan            | Skra Bełchatów             | Trentino Volley                    |
| 2012/13 | Omsk             | VK Lokomotive Nowosibirsk | BreBranca Lannutti Cuneo   | VK Zenit-Kasan                     |
| 2013/14 | Ankara           | Belogorje Belgorod        | Halkbank Ankara            | Jastrzębski Węgiel                 |
| 2014/15 | Berlin           | VK Zenit-Kasan            | Resovia Rzeszów            | Berlin Recycling Volleys           |
| 2015/16 | Krakau           | VK Zenit-Kasan            | Trentino Volley            | Lube Macerata                      |
| 2016/17 | Rom              | VK Zenit-Kasan            | Sir Safety Perugia         | Lube Macerata                      |
| 2017/18 | Kasan            | VK Zenit-Kasan            | Lube Macerata              | Sir Safety Perugia                 |
| 2018/19 | Berlin           | Lube Macerata             | VK Zenit-Kasan             |                                    |
| 2019/20 | -                | -                         | -                          |                                    |
| 2020/21 | Verona           | Zaksa Kędzierzyn-Koźle    | Itas Diatec Trentino       |                                    |
| 2021/22 | Ljubljana        | Zaksa Kędzierzyn-Koźle    | Itas Diatec Trentino       |                                    |
| 2022/23 | Turin            | Zaksa Kędzierzyn-Koźle    | Jastrzębski Węgiel         |                                    |
| 2023/24 | Antalya          | Itas Diatec Trentino      | Jastrzębski Węgiel         |                                    |
| 2024/25 | Łódź             | Sir Safety Perugia        | Aluron CMC Warta Zawiercie | Jastrzębski Węgiel                 |

## Frauen
| Saison  | Final Four         | Sieger                    | Platz 2                          | Platz 3                   |
| ------- | ------------------ | ------------------------- | -------------------------------- | ------------------------- |
| 1960/61 |                    | VK Dynamo Moskau          | AZS-AWF Warschau                 |                           |
| 1961/62 |                    | Burevestnik Odessa        | Slawia Sofia                     |                           |
| 1962/63 |                    | VK Dynamo Moskau          | AZS-AWF Warschau                 |                           |
| 1963/64 |                    | Lewski-Spartak Sofia      | SC Dynamo Berlin                 |                           |
| 1964/65 |                    | VK Dynamo Moskau          | SC Dynamo Berlin                 |                           |
| 1965/66 |                    | VK ZSKA Moskau            | VK Dynamo Moskau                 |                           |
| 1966/67 |                    | VK ZSKA Moskau            | VK Dynamo Moskau                 |                           |
| 1967/68 |                    | VK Dynamo Moskau          | VK ZSKA Moskau                   |                           |
| 1968/69 |                    | VK Dynamo Moskau          | VK ZSKA Moskau                   |                           |
| 1969/70 |                    | VK Dynamo Moskau          | Nim-Se Budapest                  |                           |
| 1970/71 |                    | VK Dynamo Moskau          | Tatran Střešovice                |                           |
| 1971/72 | La Louvière        | VK Dynamo Moskau          | Tatran Střešovice                | Lokomotive Moskau         |
| 1972/73 | Apeldoorn          | Nim-Se Budapest           | VK Dynamo Moskau                 | SC Dynamo Berlin          |
| 1973/74 |                    | VK Dynamo Moskau          | Nim-Se Budapest                  | SC Dynamo Berlin          |
| 1974/75 | Catania            | VK Dynamo Moskau          | Levski-Spartak Sofia             | Nim-Se Budapest           |
| 1975/76 | Eupen              | Rudá Hvězda Prag          | Lewski-Spartak Sofia             | Heerlen                   |
| 1976/77 | Izmir              | VK Dynamo Moskau          | Lewski-Spartak Sofia             | Nim-Se Budapest           |
| 1977/78 | Rheine             | SC Traktor Schwerin       | Nim-Se Budapest                  | Start Łódź                |
| 1978/79 | Izmir              | ZSKA Sofia                | Nim-Se Budapest                  | SC Dynamo Berlin          |
| 1979/80 | Gottwaldov         | Rudá Hvězda Prag          | Eczacibasi Zentiva               | Nim-Se Budapest           |
| 1980/81 | Schaan             | Uralotschka Swerdlowsk    | Levski-Spartak Sofia             | SC Traktor Schwerin       |
| 1981/82 | Ravenna            | Uralotschka Swerdlowsk    | Dokkum                           | SV Lohhof                 |
| 1982/83 | Ankara             | Uralotschka Swerdlowsk    | Vasas Izzó Budapest              | Slávia Bratislava         |
| 1983/84 | München            | ZSKA Sofia                | Olimpia Teodora Ravenna          | SV Lohhof                 |
| 1984/85 | Ravenna            | ADK Alma-Ata              | Olimpia Teodora Ravenna          | Tungsram Budapest         |
| 1985/86 | Uppsala            | VK ZSKA Moskau            | Olimpia Teodora Ravenna          | SC Dynamo Berlin          |
| 1986/87 | Karlsruhe          | Uralotschka Swerdlowsk    | Olimpia Teodora Ravenna          | SC Dynamo Berlin          |
| 1987/88 | Thessaloniki       | Olimpia Teodora Ravenna   | Uralotschka Swerdlowsk           | SC Dynamo Berlin          |
| 1988/89 | Brüssel            | Uralotschka Swerdlowsk    | Olimpia Teodora Ravenna          | SC Dynamo Berlin          |
| 1989/90 | Forlì              | Uralotschka Swerdlowsk    | Olimpia Teodora Ravenna          | Dinamo Tirana             |
| 1990/91 | Zagreb             | HAOK Mladost Zagreb       | Uralotschka Swerdlowsk           | Olimpia Teodora Ravenna   |
| 1991/92 | Ravenna            | Olimpia Teodora Ravenna   | HAOK Mladost Zagreb              | Uralotschka Jekaterinburg |
| 1992/93 | Santeramo in Colle | Latte Rugiada Matera      | Olimpia Teodora Ravenna          | Uralotschka Jekaterinburg |
| 1993/94 | Zagreb             | Uralotschka Jekaterinburg | HAOK Mladost Zagreb              | Latte Rugiada Matera      |
| 1994/95 | Bari               | Uralotschka Jekaterinburg | Latte Rugiada Matera             | Iskra Luhansk             |
| 1995/96 | Wien               | Latte Rugiada Matera      | Uralotschka Jekaterinburg        | Iskra Luhansk             |
| 1996/97 | Parma              | Foppapedretti Bergamo     | Uralotschka Jekaterinburg        | RC Cannes                 |
| 1997/98 | Dubrovnik          | OK Dubrovnik              | Vakıfbank Güneş Sigorta Istanbul | Foppapedretti Bergamo     |
| 1998/99 | Bergamo            | Foppapedretti Bergamo     | Vakıfbank Güneş Sigorta Istanbul | RC Cannes                 |
| 1999/00 | Bursa              | Foppapedretti Bergamo     | Uralotschka Jekaterinburg        | Eczacıbaşı Zentiva        |
| 2000/01 | Nischni Tagil      | Volley Modena             | Pallavolo Reggio Calabria        | Uralotschka Jekaterinburg |
| 2001/02 | Istanbul           | RC Cannes                 | Foppapedretti Bergamo            | Marichal Teneriffa        |
| 2002/03 | Piła               | RC Cannes                 | Uralotschka Jekaterinburg        | Foppapedretti Bergamo     |
| 2003/04 | Teneriffa          | Marichal Teneriffa        | Pallavolo Sirio Perugia          | RC Cannes                 |
| 2004/05 | Teneriffa          | Foppapedretti Bergamo     | Sant’Orsola Asystel Novara       | Marichal Teneriffa        |
| 2005/06 | Cannes             | Pallavolo Sirio Perugia   | RC Cannes                        | Foppapedretti Bergamo     |
| 2006/07 | Zürich             | Foppapedretti Bergamo     | VK Dynamo Moskau                 | Marichal Teneriffa        |
| 2007/08 | Murcia             | Colussi Sirio Perugia     | VK Saretschje Odinzowo           | Asystel Novara            |
| 2008/09 | Perugia            | Foppapedretti Bergamo     | VK Dynamo Moskau                 | Colussi Sirio Perugia     |
| 2009/10 | Cannes             | Foppapedretti Bergamo     | Fenerbahçe Istanbul              | RC Cannes                 |
| 2010/11 | Istanbul           | Vakıfbank Istanbul        | Rabita Baku                      | Fenerbahçe Istanbul       |
| 2011/12 | Baku               | Fenerbahçe Istanbul       | RC Cannes                        | VK Dynamo Kasan           |
| 2012/13 | Istanbul           | Vakıfbank Istanbul        | Rabita Baku                      | Yamamay Busto Arsizio     |
| 2013/14 | Baku               | VK Dynamo Kasan           | Vakıfbank Istanbul               | Rabita Baku               |
| 2014/15 | Stettin            | Eczacıbaşı Istanbul       | Yamamay Busto Arsizio            | Vakıfbank Istanbul        |
| 2015/16 | Montichiari        | Pomì Casalmaggiore        | Vakıfbank Istanbul               | Fenerbahçe Istanbul       |
| 2016/17 | Treviso            | Vakıfbank Istanbul        | Imoco Volley Conegliano          | Eczacıbaşı Istanbul       |
| 2017/18 | Bukarest           | Vakıfbank Istanbul        | CS Volei Alba-Blaj               | Imoco Volley Conegliano   |
| 2018/19 | Berlin             | Igor Gorgonzola Novara    | Imoco Volley Conegliano          |                           |
| 2019/20 | -                  | -                         | -                                |                           |
| 2020/21 | Verona             | Imoco Volley Conegliano   | Vakıfbank Istanbul               |                           |
| 2021/22 | Ljubljana          | Vakıfbank Istanbul        | Imoco Volley Conegliano          |                           |
| 2022/23 | Turin              | Vakıfbank Istanbul        | Eczacıbaşı Istanbul              |                           |
| 2023/24 | Antalya            | Imoco Volley Conegliano   | Vero Volley Milano               |                           |
| 2024/25 | Istanbul           | Imoco Volley Conegliano   | Savino Del Bene Scandicci        | Vero Volley Milano        |